# Axel Thuresson
Seth Axel Thuresson, född den 2 januari 1878 i Sundsvall, död den 31 juli 1957 i Stockholm, var en  svensk militär. Han var bror till Bertil Thuresson.
Thuresson avlade mogenhetsexamen 1896 och officersexamen 1898 samt genomgick Krigshögskolan 1902–1904. Han blev underlöjtnant vid Södermanlands regemente 1898, löjtnant där 1903 och kapten 1909. Thuresson var regementsadjutant 1904–1905, regementskvartermästare 1905–1909, officerare vid Krigsskolans reservofficerskurs 1909, tjänstgörande vid generalstaben 1910–1913, extra adjutant vid IV. arméfördelningens stab 1914–1915 och förste adjutant där 1917–1921. Han förordnades som major vid Svea livgarde (I 1/Fo 44) 1921, blev major i armén samma år och vid Andra livgrenadjärregementet (I 5) 1922. Thuresson blev överstelöjtnant och tillförordnad chef för Gotlands infanteriregemente (I 18) 1926, överstelöjtnant vid Södermanlands regemente (I 10) 1930 och överste i IV. arméfördelningens reserv 1933. Han blev riddare av Svärdsorden (RSO) 1919. Thuresson vilar på Skogskyrkogården i Stockholm.